# Varedo
Varedo é uma comuna italiana da região da Lombardia, província de Monza e Brianza, com cerca de 12.640 habitantes. Estende-se por uma área de 4 km², tendo uma densidade populacional de 3160 hab/km². Faz fronteira com Desio, Bovisio-Masciago, Limbiate, Nova Milanese, Paderno Dugnano.

## Demografia
| Variação demográfica do município entre 1861 e 2011                               |
|                                                                                   |
| Fonte: Istituto Nazionale di Statistica (ISTAT) - Elaboração gráfica da Wikipedia |